# Öhringer Stiftungsbrief

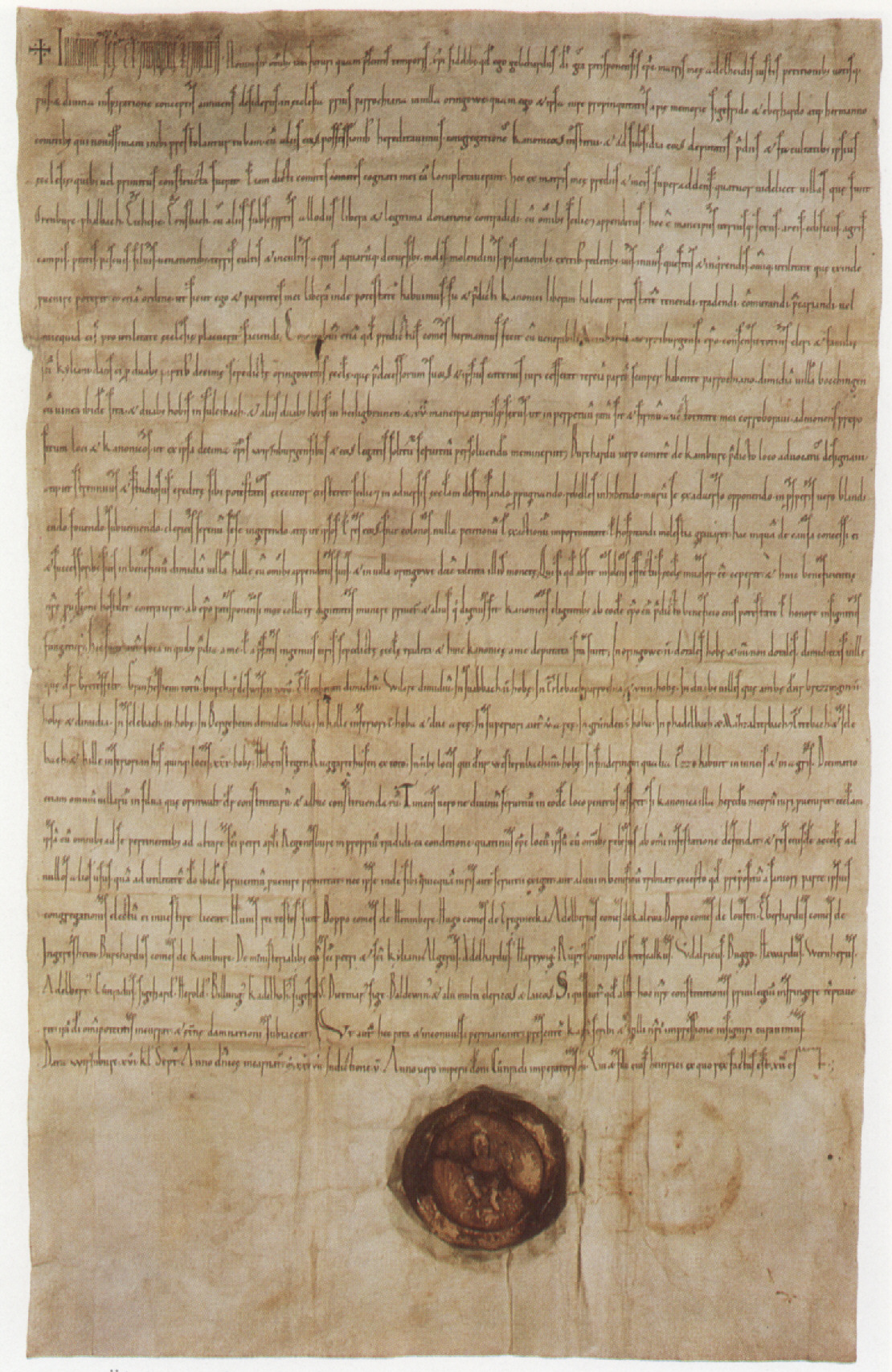
Öhringer Stiftungsbrief

Der Öhringer Stiftungsbrief ist eine Urkunde über die Stiftung eines Chorherrenstifts in Öhringen durch den Regensburger Bischof Gebhard III. und seine Mutter Adelheid im Jahr 1037. Er ist ein wichtiges Dokument für die Geschichtsforschung zahlreicher Städte und Gemeinden in der Region Heilbronn-Franken.

## Gründung des Chorherrenstifts

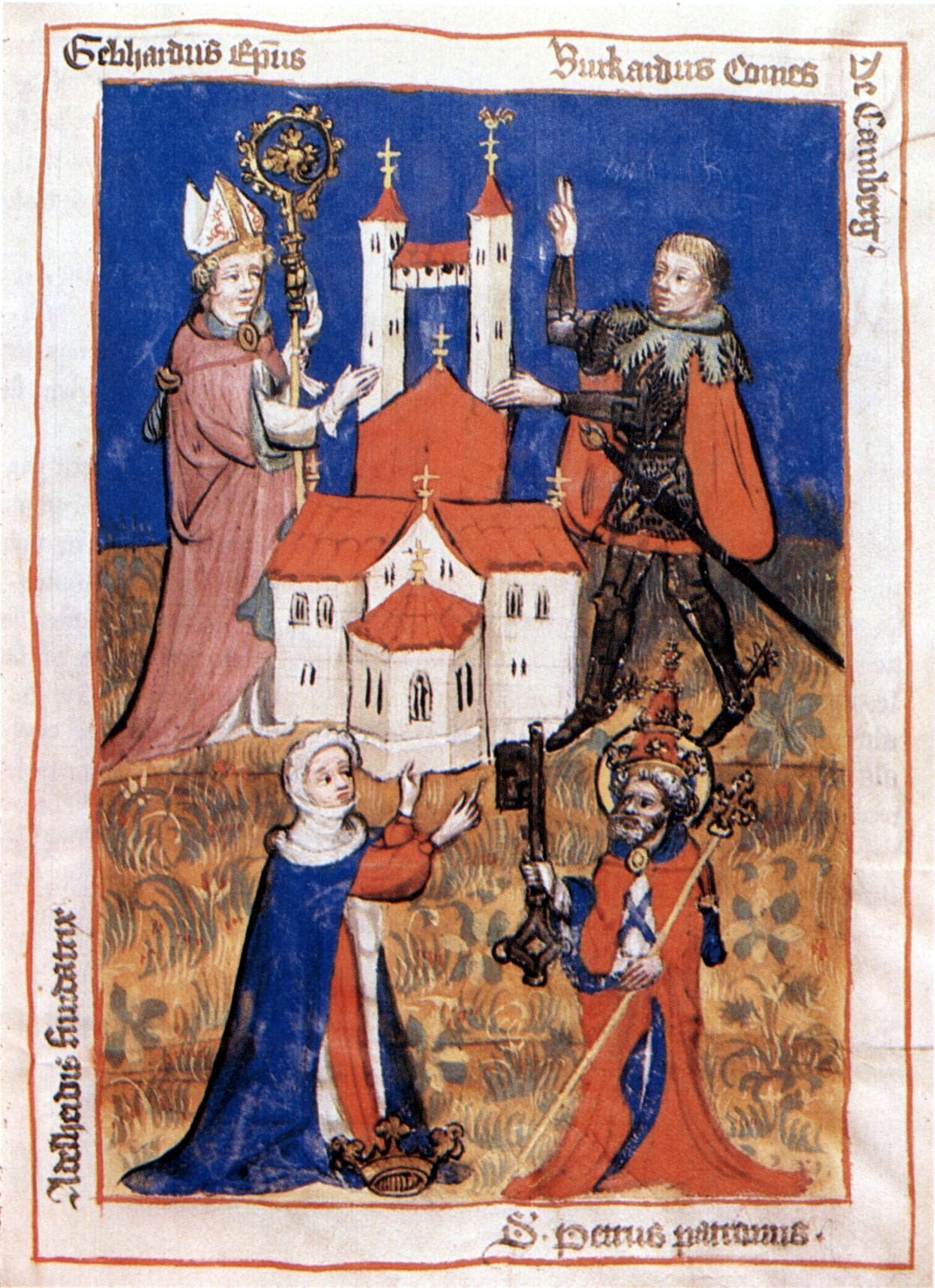
Gründung des Chorherrenstifts 1037

Auf Bitten seiner Mutter Adelheid gründete Gebhardt ein Jahr nach seinem Amtsantritt als Regensburger Bischof ein Chorherrenstift in Öhringen. Die ursprünglich vorhandene Pfarrkirche wurde dabei der geistliche Mittelpunkt des Stifts. Bischof Gebhard übergab dem Chorherrenstift die Dörfer Ohrnberg, Pfahlbach, Eichach und Ernsbach. Diese Dörfer waren vermutlich durch väterliches Erbe in den Besitz von Gebhard und seiner Mutter gekommen. Mit der Stiftung bestätigte Gebhard ein Tauschgeschäft aus dem Jahr 1034 zwischen einem nicht näher bezeichnete Grafen Hermann und Bischof Meginhard I. von Würzburg. Dabei überließ Graf Hermann dem Bischof das halbe Dorf Böckingen mit einem Weingut sowie zwei Hufen in Sülzbach, zwei Hufen in Heilbronn und fünfzehn Leibeigene. Hermann erhielt dafür die Zehntanteile des Würzburger Bischofs in Öhringen. Diesem gehörten zwei Drittel des Zehnten in Öhringen.
Mit dem Stiftungsbrief bestellte Gebhard die Grafen der Comburg bei Schwäbisch Hall zu Vögten, also zu weltlichen Schutzherren des Chorherrenstifts. Die neuen Vögte erhielten dafür als Gegenleistung das halbe Dorf Hall und zehn Pfund der Münze in Öhringen.

## Weitere Inhalte
Die neue Stiftung wurde dem Altar des Petrus in Regensburg übertragen. Gebhard wollte somit sicherstellen, dass die Bischöfe die Stiftung schützten und die Erlöse nur für diese verwendet wurden.
Der Stiftungsbrief zählt weiter alle Besitzungen auf, die der Öhringer Kirche damals gehörten. Gebhard übergab nicht seinen gesamten Besitz an das neu gegründete Stift. Er vermachte besonders den Bereich der Waldenburger Berge und das Gebiet um Neuenstein der Regensburger Kirche.

## Datum der Abfassung
Der Stiftungsbrief trägt das Datum des 17. August 1037 und ist in Würzburg ausgestellt. Historiker gehen jedoch davon aus, dass die Urkunde erst später verfasst wurde. An der Glaubwürdigkeit des Dokuments gibt es jedoch keine Zweifel. Für die Abfassung wurden vermutlich verschiedene ältere Urkunden verwendet. Die Tatsache, dass in der Urkunde die freie Wahl des Vogts und eine weitgehende Unabhängigkeit vom Regensburger Bischof in inneren Angelegenheiten festgeschrieben wurde, lässt Historiker vermuten, dass der Stiftungsbrief erst zwischen 1075 und 1122, also während des Investiturstreits, verfasst wurde. Darüber hinaus vermuten Historiker, dass der Stiftungsbrief sich anfangs auch gegen Graf Heinrich von Comburg richtete, da er die Möglichkeit zur Absetzung eines Vogts einräumte. Heinrich von Comburg war nachweislich Vogt von Öhringen und war im Investiturstreit zunächst eher der kaiserlichen Seite zuzuordnen. Die Gründung des Klosters Comburg um 1090 anstelle der bisherigen Grafenburg zeigt Heinrichs Übertritt zu den Befürwortern größerer Unabhängigkeit der Klöster und Stifte und machte die Möglichkeit seiner Absetzung gegenstandslos.

## Adelheid und die Zeugen der Stiftung

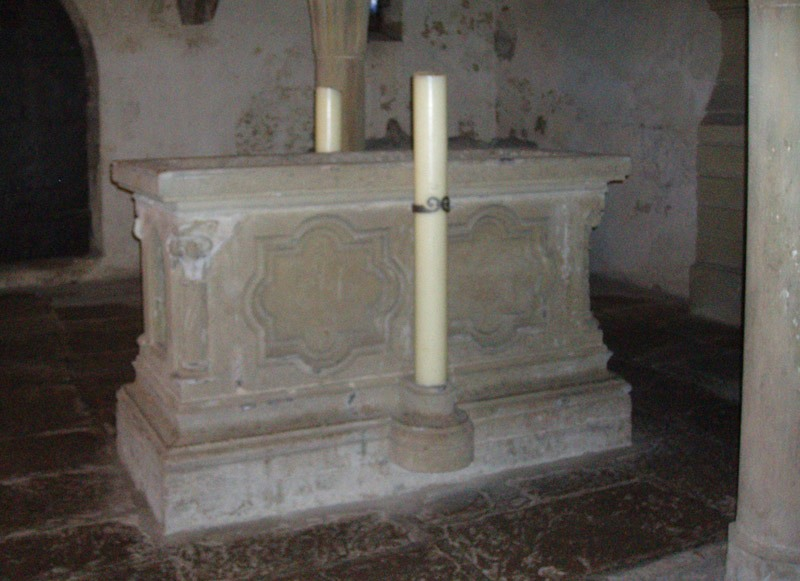
Sarkophag der Adelheid (13. Jahrhundert)

Adelheid von Metz entstammt dem Haus der Matfriede. Aus ihrer ersten Ehe mit Heinrich von Speyer ging der spätere Kaiser Konrad II. hervor. Nach dem Tod ihres ersten Ehemanns heiratete Adelheid Poppo Graf im Lobdengau. Dieser Ehe entstammt Gebhard, der 1036 Bischof von Regensburg wird. Seine Schwester ist vermutlich Biliza, die Mutter des Papstes Viktor II.
Unterzeichnet wurde der Stiftungsbrief in Würzburg, da Öhringen immer noch zum Bistum Würzburg gehörte. Zahlreiche Domherren aus Würzburg zählten zu den Zeugen des Stiftungsbriefs.
Der Stiftungsbrief schließt mit einer Liste prominenter Stiftungszeugen. Als Zeugen sind in der Urkunde sechs Grafen erwähnt, die alle nahe Verwandte Gebhards und Adelheids waren. Durch die Anerkennung des Stifts treten sie ihre Erbansprüche ab. Im Stiftungsbrief sind erwähnt:
- Boppo comes de Laufen (Boppo Graf von Lauffen), Sohn von Adelheid und Bruder von Gebhard
- Burchardus comes de Kamburc (Burkhard Graf von Comburg), Schwiegersohn von Adelheid und Schwager von Gebhard
- Poppo comes de Heninberc (Boppo Graf von Henneberg), Enkel Adelheids und Neffe Gebhards
- Hugo comes de Cregineck (Hugo Graf von Kräheneck), Enkel Adelheids und Neffe Gebhards
- Adelbertus comes de Calewa (Adalbert Graf von Calw), Enkel Adelheids und Neffe Gebhards, Sohn Bilizas
- Eberhard comes de Ingeresheim (Eberhard Graf von Ingersheim), Enkel Adelheids und Neffe Gebhards, Sohn Boppos

## Ortsverzeichnis
Im Öhringer Stiftungsbrief werden zahlreiche Städte und Dörfer erwähnt, darunter sind zahlreiche erste urkundliche Erwähnungen:
- Baumerlenbach (Öhringen)
- Bergeheim (Pfedelbach)
- Bretzfeld
- Burkhardswiesen (Ellhofen oder Weinsberg)
- Böckingen (Heilbronn)
- Calw
- Comburg (Schwäbisch Hall)
- Eichach (Zweiflingen)
- Ellhofen
- Ernsbach (Forchtenberg)
- Grantschen (Weinsberg)
- Grunden
- Gschlachtenbretzingen (Michelbach an der Bilz)
- Heilbronn
- Henneberg
- Ingersheim
- Kräheneck (Ruine) (Pforzheim)
- Lauffen am Neckar
- Niedernhall
- Obereppach (Neuenstein)
- Obermaßholderbach (Öhringen)
- Obersöllbach (Neuenstein)
- Öhringen als Oringowe (Gau an der Ohrn)
- Ohrnberg (Öhringen)
- Pfahlbach (Zweiflingen)
- Pfedelbach
- Rauhenbretzingen
- Regensburg
- Rückertshausen
- Schwabbach (Bretzfeld)
- Schwäbisch Hall
- Sindringen (Forchtenberg)
- Stegmühle (Kupferzell)
- Stegmühle (Pfedelbach)
- Sülzbach (Obersulm)
- Untereppach (Neuenstein)
- Untermaßholderbach (Öhringen)
- Untersöllbach (Öhringen)
- Weiler bei Weinsberg (Obersulm)
- Weißenstein (Pforzheim)
- Westernbach (Zweiflingen)
- Würzburg